# Campeonato Mundial de Vela de 2011
El III Campeonato Mundial de Vela se celebró en Perth (Australia) entre el 3 y el 18 de diciembre de 2011 bajo la organización de la Federación Internacional de Vela (ISAF) y la Federación Australiana de Vela.
En este campeonato se disputaron regatas de las diez clases olímpicas vigentes en ese año (seis masculinas y cuatro femeninas).
Las regatas se realizaron en las aguas del océano Índico, con base en el puerto deportivo de Fremantle.

## Medallistas

### Masculino
| Evento        | Oro                                          | Plata                                           | Bronce                                             |
| ------------- | -------------------------------------------- | ----------------------------------------------- | -------------------------------------------------- |
| Laser (18.12) | Tom Slingsby Australia 37 pts.               | Nick Thompson Reino Unido 56 pts.               | Andrew Murdoch Nueva Zelanda 59 pts.               |
| RS:X (18.12)  | Dorian van Rijsselberghe · Países Bajos · 33 | Piotr Myszka · Polonia · 40                     | Nimrod Mashiah Israel 52                           |
| Finn (11.12)  | Giles Scott Reino Unido 30                   | Pieter-Jan Postma · Países Bajos · 31           | Edward Wright Reino Unido 45                       |
| 470 (11.12)   | Mathew Belcher Malcolm Page Australia 28     | Luke Patience Stuart Bithell Reino Unido 40     | Šime Fantela · Igor Marenić · Croacia · 62         |
| Star (17.12)  | Robert Scheidt · Bruno Prada · Brasil · 45   | Robert Stanjek · Frithjof Kleen · Alemania · 61 | Mark Mendelblatt Brian Fatih Estados Unidos 73     |
| 49er (18.12)  | Nathan Outteridge Iain Jensen Australia 91   | Peter Burling Blair Tuke Nueva Zelanda 112      | Emil Toft Nielsen Simon Toft Nielsen Dinamarca 112 |

### Femenino
| Evento               | Oro                                                             | Plata                                                | Bronce                                          |
| -------------------- | --------------------------------------------------------------- | ---------------------------------------------------- | ----------------------------------------------- |
| Laser radial (11.12) | Marit Bouwmeester · Países Bajos · 49 pts.                      | Evi Van Acker · Bélgica · 53 pts.                    | Paige Railey Estados Unidos 83 pts.             |
| RS:X (11.12)         | Lee Korzits Israel 31                                           | Zofia Noceti-Klepacka · Polonia · 33                 | Marina Alabau · España · 45                     |
| 470 (18.12)          | Tara Pacheco · Berta Betanzos · España · 63                     | Hannah Mills Saskia Clark Reino Unido 68             | Joanna Aleh Olivia Powrie Nueva Zelanda 73      |
| Elliott 6m (16.12)   | Anna Tunnicliffe Deborah Capozzi Molly Vandemoer Estados Unidos | Lucy MacGregor Annie Lush Kate MacGregor Reino Unido | Claire Leroy Élodie Bertrand Marie Riou Francia |

## Medallero
| Núm. | País           | Oro | Plata | Bronce | Total |
| ---- | -------------- | --- | ----- | ------ | ----- |
| 1    | Australia      | 3   | 0     | 0      | 3     |
| 2    | Países Bajos   | 2   | 1     | 0      | 3     |
| 3    | Reino Unido    | 1   | 4     | 1      | 6     |
| 4    | Estados Unidos | 1   | 0     | 2      | 3     |
| 5    | España         | 1   | 0     | 1      | 2     |
| 5    | Israel         | 1   | 0     | 1      | 2     |
| 7    | Brasil         | 1   | 0     | 0      | 1     |
| 8    | Polonia        | 0   | 2     | 0      | 2     |
| 9    | Nueva Zelanda  | 0   | 1     | 2      | 3     |
| 10   | Alemania       | 0   | 1     | 0      | 1     |
| 10   | Bélgica        | 0   | 1     | 0      | 1     |
| 12   | Croacia        | 0   | 0     | 1      | 1     |
| 12   | Dinamarca      | 0   | 0     | 1      | 1     |
| 12   | Francia        | 0   | 0     | 1      | 1     |
|      | TOTAL          | 10  | 10    | 10     | 30    |